# Desmognathus marmoratus
Espèce
Synonymes
- Leurognathus marmorata Moore, 1899
- Leurognathus marmorata intermedia Pope, 1928
- Leurognathus marmorata roborata Martof, 1956

Statut de conservation UICN

 LC  : Préoccupation mineure
Desmognathus marmoratus est une espèce d'urodèles de la famille des Plethodontidae.

## Répartition
Cette espèce est endémique des États-Unis. Elle se rencontre dans le sud-ouest de la Virginie, dans l'ouest de la Caroline du Nord et dans l'Ouest de la Caroline du Sud.

## Publication originale
- Moore, 1899 : Leurognathus marmorata, a new genus and species of salamander of the family Desmognathidae. Proceedings of the Academy of Natural Sciences of Philadelphia, vol. 51, p. 316-323 (texte intégral).